# نيك أودونيل
نيك أودونيل (23 مارس 1993 بكندا - ) هو لاعب كرة قدم فلبيني في مركز حراسة المرمى. شارك مع منتخب الفلبين تحت 23 سنة لكرة القدم ومنتخب الفلبين لكرة القدم. أما مع النوادي، فقد لعب مع نادي غلوبال ونادي كايا.

## وصلات خارجية
- نيك أودونيل على موقع قاعدة بيانات كرة القدم.إي يو (الإنجليزية)
- نيك أودونيل على موقع ناشيونال فوتبول تيمز (الإنجليزية)